# 안 (정위)
안(安, ? ~ ?)은 전한 중기의 관료이다. '안'은 이름자로, 성씨는 알 수 없다. 왕선겸은 사마안과 동일인물일 가능성을 언급하였다.

## 행적
원수 3년(기원전 120년), 정위에 임명되었다.

## 출전
- 반고, 《한서》 권19하 백관공경표 下

| 전임 이우 | 전한의 정위 기원전 120년 | 후임 우 |